# Кагава, Таро
Таро Кагава (яп. 賀川 太郎 Кагава Таро,  9 августа 1922, Кобе, Хёго, Японская империя — 6 марта 1990) — японский футболист, нападающий, выступавший за Университет Кобе, Танабэ Фармасьютикел, «Осаку» и национальную сборную Японии. Бронзовый призёр Азиатских игр 1951 года. Старший брат футболиста и спортивного журналиста Хироси Кагавы.

## Биография
Таро выступал за команду старшей школы Дайити Кобе и выиграл в её составе Всеяпонский чемпионат 1938 года. После поступления в Университет Кобе он играл за студенческую команду. В 1948 году Таро устроился на работу в Танабэ Фармасьютикел и стал выступать за футбольный клуб, организованный при компании. В 1951 году нападающий перешёл в «Осаку», где в то время играл его младший брат Хироси Кагава. В составе этого клуба он провёл три сезона и вместе с ним трижды дошёл до финала Кубка императора. В 1954 году Таро вернулся в команду фармацевтов и выступал за неё до конца своей карьеры.
В 1951 году Таро был вызван в национальную сборную Японии на Азиатские игры 1951 года. Он дебютировал за национальную команду 7 марта 1951 года в матче против сборной Ирана. Нападающий принял участие в переигровке этой встречи, но пропустил матч за третье место против сборной Афганистана, по итогам которого японская национальная команда завоевала бронзовые медали турнира. Свои следующие матчи за сборную Таро провёл в 1954 году, сыграв в играх отбора на Чемпионат мира 1954 против сборной Южной Кореи. В том же году он был включён в заявку национальной команды на Азиатские игры в Маниле. На турнире Таро сыграл только в матче со сборной Индонезии, который стал для него последним на международном уровне.
6 марта 1990 года Таро скончался. В 2006 году он был включён в Зал славы японского футбола.

## Статистика выступлений за сборную Японии
| Матчи и голы Кагавы за сборную Японии | Матчи и голы Кагавы за сборную Японии | Матчи и голы Кагавы за сборную Японии | Матчи и голы Кагавы за сборную Японии | Матчи и голы Кагавы за сборную Японии | Матчи и голы Кагавы за сборную Японии |
| №                                     | Дата                                  | Оппонент                              | Счёт                                  | Голы Кагавы                           | Соревнование                          |
| ------------------------------------- | ------------------------------------- | ------------------------------------- | ------------------------------------- | ------------------------------------- | ------------------------------------- |
| 1                                     | 7 марта 1951                          | Иран                                  | 0:0                                   | -                                     | Азиатские игры 1951                   |
| 2                                     | 8 марта 1951                          | Иран                                  | 2:3                                   | -                                     | Азиатские игры 1951                   |
| 3                                     | 7 марта 1954                          | Южная Корея                           | 1:5                                   | -                                     | Отбор на ЧМ-1954                      |
| 4                                     | 14 марта 1954                         | Южная Корея                           | 2:2                                   | -                                     | Отбор на ЧМ-1954                      |
| 5                                     | 1 мая 1954                            | Индонезия                             | 3:5                                   | -                                     | Азиатские игры 1954                   |

Итого: 5 матчей / 0 голов; 0 победа, 2 ничьи, 3 поражения.

## Достижения

### Командные
«Старшая школа Дайити Кобе»
- Победитель Всеяпонского чемпионата среди учащихся школ[яп.] (1): 1938

 «Осака»
- Финалист Кубка императора (3): 1951, 1952, 1953

 Сборная Японии
- Бронзовый призёр Азиатских игр (1): 1951

### Личные
- Член Зала славы японского футбола: 2006